# Zahrada
Zahrada (traduzione in italiano: Il giardino) è un cortometraggio del 1968 diretto dal regista Jan Švankmajer.

## Trama
Due uomini si dirigono in macchina verso una villa in campagna, e nel frattempo discutono di argomenti apparentemente senza alcuna importanza. Una volta arrivati, il passeggero si accorge che il giardino della casa è letteralmente circondato da una catena umana di persone che si tengono per mano senza parlare, guardando fissi davanti a loro. Dopo un attimo di sgomento, l'uomo si decide a farsi accompagnare dal conducnete fino all'entrata, dove due uomini tengono in mano un lucchetto di ferro. Il secondo uomo, dopo aver estratto una chive, apre il lucchetto, e come un vero e proprio cancello i due gruppi di persone ai lati si "aprono" verso l'esterno, permettendo alla macchina di entrare. Una volta giunti nel giardino, il conduente guida il suo ospite ad un giro di visita della proprietà, mostrandogli la gabbia in cui tiene rinchiusi i conigli e la selvaggina. Nel frattempo gli uomini che formano la catena si "svagano" in maniera apparentemente normale, giocando a morra cinese o strofinandosi tra loro con la punta delle scarpe. Ad un certo punto, dopo che la moglie del proprietario è uscita per fare la conoscenza del nuovo ospite, il conducente sussura qualcosa all'orecchio del suo ospite, il quale cade in un apparente stato di catatonia e come un automa si mette anche lui in fila con gli altri uomini, diventando parte della catena umana.

## Analisi
Ermetico, surreale e metafisico, questo cortometraggio è una delle massime espressioni "giovanili" del regista, in cui possiamo notare come egli ami metterci dinanzi a situazioni grottesche spaccinadole per normali. Questo lo possiamo notare negli atteggiamenti degli uomini che formano la catena o anche nel comportamento dei due padroni di casa. L'unico a essere per così dire "al di fuori" del contesto è l'ospite, il quale però finisce per adeguarsi alla nuova realtà. È chiaramente velata la morale del predominio borghese sul proletariato e il controllo della mente altrui da parte delle volontà più forti.